# (38355) 1999 RB152
1999 RB152 (asteroide 38355) é um asteroide da cintura principal. Possui uma excentricidade de 0.26624360 e uma inclinação de 6.71248º.
Este asteroide foi descoberto no dia 9 de setembro de 1999 por LINEAR em Socorro.